# Harry Sweeny
Harrison „Harry“ Sweeny (* 9. Juli 1998 in Warwick) ist ein australischer Radrennfahrer.

## Sportlicher Werdegang
2015 belegte Harry Sweeny bei den Straßenweltmeisterschaften Rang 47 im Einzelzeitfahren der Junioren. Im Jahr darauf wurde er nationaler Junioren-Meister im Zeitfahren sowie kontinentaler Junioren-Meister. Bei den UCI-Straßen-Weltmeisterschaften 2016 belegte er Platz zehn im Straßenrennen der Junioren.
2017 erhielt Sweeny einen Vertrag beim Team Mitchelton Scott und startete in der Folge bei Rennen in Europa. Im selben Jahr entschied er eine Etappe des Junioren-Rennens Toscana Terra di Ciclismo Eroica für sich. 2019 gewann er eine Etappe der Rhône-Alpes Isère Tour und 2020 Il Piccolo Lombardia.
2021 startete Harry Sweeny für das Team Lotto Soudal bei seiner ersten Grand Tour, der Tour de France. Auf der zwölften Etappe belegte er Rang drei hinter dem Deutschen Nils Politt und dem Spanier Imanol Erviti.

## Erfolge
2016
- Ozeanien-Junioren-Meister – Einzelzeitfahren
- Australischer Junioren-Meister – Einzelzeitfahren

2017
- eine Etappe Toscana Terra di Ciclismo Eroica (Junioren)

2019
- eine Etappe Rhône-Alpes Isère Tour

2020
- Il Piccolo Lombardia

## Grand Tour-Platzierungen
| Grand Tour            | 2021 | 2022 | 2023 | 2024 | 2025 |
| --------------------- | ---- | ---- | ---- | ---- | ---- |
| Giro d’ItaliaGiro     | –    | –    | –    | –    | –    |
| Tour de FranceTour    | 85   | –    | –    | –    | 35   |
| Vuelta a EspañaVuelta | –    | DNF  | –    | 78   |      |